# Västra Grundträsktjärnen
Västra Grundträsktjärnen är en sjö i Norsjö kommun i Västerbotten och ingår i Skellefteälvens huvudavrinningsområde.